# Martainville (Calvados)
Martainville – miejscowość i gmina we Francji, w regionie Normandia, w departamencie Calvados.
Według danych na rok 1990 gminę zamieszkiwało 96 osób, a gęstość zaludnienia wynosiła 16 osób/km² (wśród 1815 gmin Dolnej Normandii Martainville plasuje się na 790. miejscu pod względem liczby ludności, natomiast pod względem powierzchni na miejscu 799.).